# Puerta de Vyškov
La puerta de Vyškov (en checo: Vyškovská brána, en polaco: Brama Wyszkówska, en alemán: Wischau Pforte, en eslovaco: Vyškovská brána) es una característica geomorfológica en Moravia (República Checa). Está formada por la depresión entre los Cárpatos occidentales, en el este, y el macizo de Bohemia (Drahanská vrchovina), en el oeste. La divisoria de aguas entre el alto río Haná y el río Morava, de la cuenca del Danubio, la atraviesa y el arroyo Rakovec (en el valle Dyje-Svratka). La puerta se encuentra entre el valle del Morava superior (en el noreste) y el valle de Dyje-Svratka (en el suroeste), todos en la depresión subcarpática exterior. En la puerta de Vyškovestá la cuenca baja (divisoria de aguas) de Na hanácké (339 m).
La puerta de Vyškov ha sido desde la antigüedad un paso natural entre la provincia de Bohemia-Moravia (macizo de Bohemia) y los Cárpatos (Chřiby). Por aquí pasaban las rutas comerciales más importantes desde el sur de Europa hasta el mar Báltico (por ejemplo, la ruta del ámbar) y también las rutas desde Moravia hasta la Alta Silesia y la Pequeña Polonia. Hoy en día, la autopista D1 lleva desde Brno (la capital de Moravia), hasta Ostrava, el centro de la región de Moravia-Silesia. El ferrocarril austriaco del Norte (una parte) construido en 1869 desde Brno a Přerov y Ostrava también atravesaba la puerta de Vyškov.

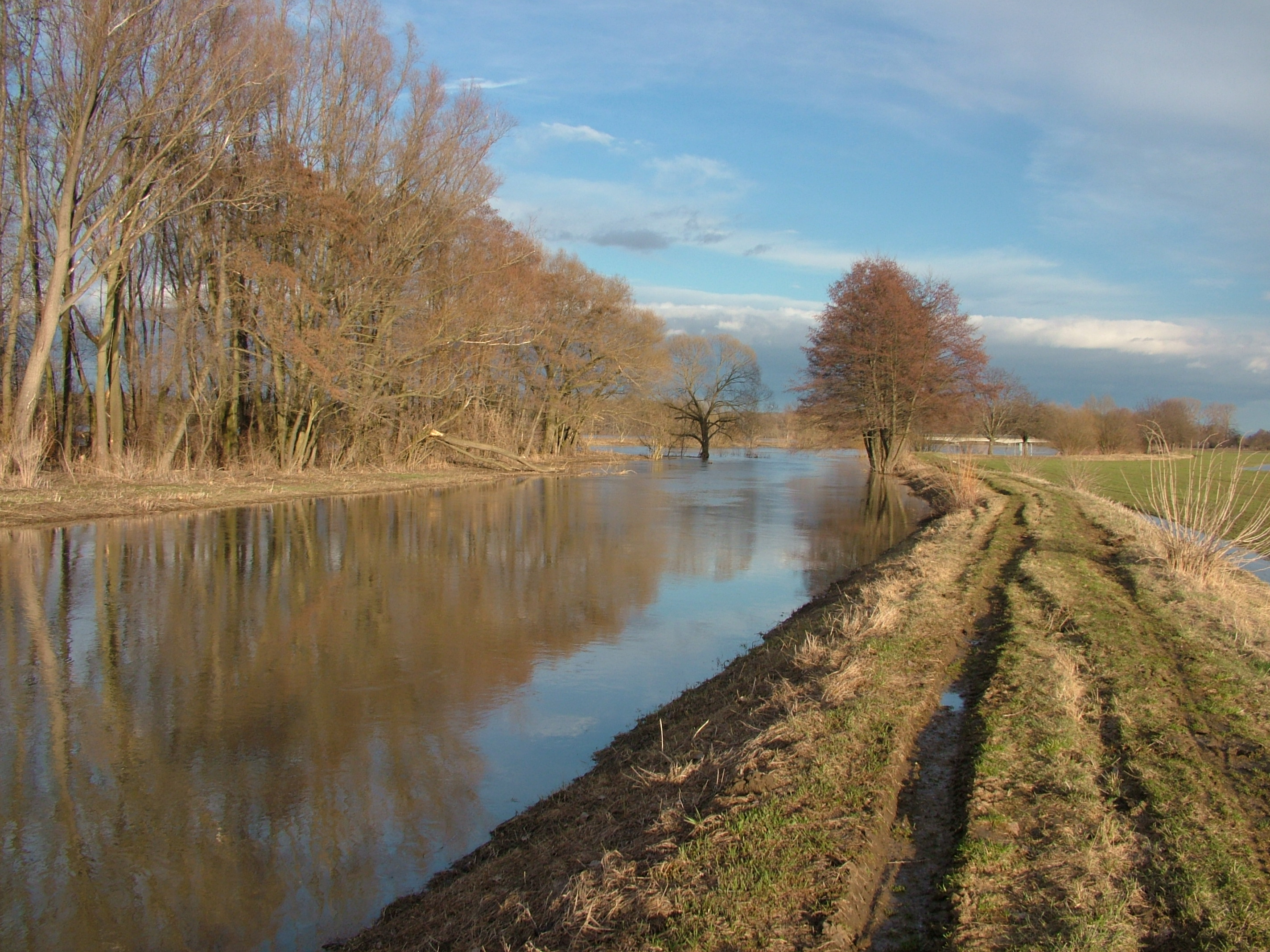
Río Haná en la puerta de Vyškov, Moravia
Cárpatos de Moravia (marcados en rojo) dentro de los Cárpatos occidentales exteriores